# روزنه عددی

روزنه عددی با توجه به یک نقطه بستگی به نیم زاویه، ، بیشینه مخروط نوری که می‌تواند به عدسی و ضریب شکست محیط وارد شود و از آن خارج شود. همان‌طور که یک مدادی نور از صفحه تخت شیشه عبور می‌کند، نیم زاویه آن به. به دلیل قانون اسنل، روزنه عددی ثابت است:

در نورشناسی، روزنه عددی (NA) یک سامانه نوری یک عدد بدون بُعد است که محدوده زاویه‌هایی را مشخص می‌کند که سامانه می‌تواند از طریق آنها نور را بپذیرد یا گسیل کند. با گنجاندن ضریب شکست در تعریف خود، اِن‌ای دارای این ویژگی می‌باشد که برای یک پرتو ثابت است زیرا از ماده ای به ماده دیگر می‌رود، به شرطی که توان شکست در رابطه وجود نداشته باشد. تعریف دقیق این اصطلاح در حوزه‌های مختلف نورشناسی کمی متفاوت است. روزنه عددی معمولاً در میکروسکوپ برای توصیف مخروط پذیرش یک شیئی (و از این رو توانایی جمع‌آوری نور و وضوح آن) و فیبر نوری استفاده می‌شود، که در آن محدوده زاویه‌هایی را توصیف می‌کند که در آن نوری که روی فیبر قرار دارد، در امتداد آن منتقل خواهد شد.

## نورشناسی عمومی

نمودار پرتوی ساده که پرتوهای اصلی و کناره‌ای را نشان می‌دهد

در بیشتر حوزه‌های نورشناسی و به ویژه در ریزبینی، روزنه عددی یک سامانه نوری مانند یک عدسی شیئی تعریف می‌شود با
{\displaystyle \mathrm {NA} =n\sin \theta ,}
که n ضریب شکست محیط است که عدسی در آن کار می‌کند (۱٫۰۰ برای هوا، ۱٫۳۳ برای آب خالص و به‌طور معمول ۱٫۵۲ برای روغن غوطه‌وری؛ همچنین به فهرست ضریب‌های شکست مراجعه کنید)، و θ نیم-زاویه حداکثری مخروطی از نور که می‌تواند به عدسی وارد یا خارج شود، است.
از روزنه عددی برای تعریف «اندازه گودی» در قالب‌های دیسک نوری استفاده می‌شود.

### روزنه عددی برحسب عدد-اف

روزنه عددی عدسی باریک

روزنه عددی معمولاً در عکاسی استفاده نمی‌شود. درعوض، دیافراگم زاویهٔ لنز (یا آینه تصویربرداری) با عدد-اف، می‌نویسند {\displaystyle /f} یا N، که به عنوان نسبت فاصله کانونی f به قطر مردمک ورودی D:
{\displaystyle N={\frac {f}{D}}.}
این نسبت به روزنه عددی فضای-تصویر مربوط می‌شود زمانی که لنز در بی‌نهایت متمرکز است. بر اساس نمودار در سمت راست، روزنه عددی فضای-پرونده:
{\displaystyle {\text{NA}}_{\text{i}}=n\sin \theta =n\sin \left[\arctan \left({\frac {D}{2f}}\right)\right]\approx n{\frac {D}{2f}},}
بنابراین  N ≈ 1/2NAi، با فرض استفاده طبیعی در هوا (n = ۱).

## فیزیک لیزر
در فیزیک لیزر، روزنه عددی کمی متفاوت تعریف شده‌است. پرتوهای لیزر هنگام انتشار پخش می‌شوند، اما به آرامی. بسیار دورتر از باریک‌ترین قسمت پرتو، پخش تقریباً با فاصله خطی است - پرتوی لیزر یک مخروط نور را در «میدان دور» تشکیل می‌دهد. رابطه ای که برای تعریف اِن‌ای پرتو لیزر استفاده می‌شود همان رابطه ای است که برای یک سیستم نوری استفاده می‌شود،
{\displaystyle {\text{NA}}=n\sin \theta ,}
اما θ متفاوت تعریف شده‌است. پرتوهای لیزر معمولاً لبه‌های تیز ندارند مانند مخروط نوری که از دیافراگم لنز عبور می‌کند. در عوض، چگالی تابش به تدریج و از مرکز پرتو دور می‌شود، اُفت می‌کند. بسیار معمول است که پرتو دارای مشخصات گوسی باشد. فیزیکدانان لیزر معمولاً انتخاب می‌کنند که θ واگرایی پرتو باشد: زاویه میدان دور بین محور پرتو و فاصله از محور که در آن چگالی تابش به e−2 برابر چگالی تابش بر روی محور افت می‌کند. سپس اِن‌ای پرتو لیزر گاوسی با حداقل اندازه لکه آن («کمر پرتو») مرتبط است با
{\displaystyle {\text{NA}}\simeq {\frac {\lambda _{0}}{\pi w_{0}}},}
که λ0 طول موج خلأ نور است و 2w0 قطر پرتو در باریک‌ترین لکه آن است که بین e−2 چگالی تابش لکه («عرض کامل در e−2 بیشینه شدت») اندازه‌گیری می‌شود.

## فیبرهای نوری

فیبر چند-مود از شاخص با پوشش شاخص.

یک فیبر نوری چند-مود فقط نوری را که در محدوده خاصی از زاویه‌ها به فیبر وارد می‌شود ، انتشار می‌دهد، که به عنوان مخروط پذیرش فیبر شناخته می‌شود. نیم زاویه این مخروط را زاویه پذیرش، θmax می‌نامند. برای شاخص پله‌ای، یک زاویه پذیرش فقط توسط شاخص‌های شکست هسته، پوشش و محیط تعیین می‌شود:
{\displaystyle n\sin \theta _{\max }={\sqrt {n_{\text{core}}^{2}-n_{\text{clad}}^{2}}},}
که n ضریب شکست محیط اطراف فیبر است، ncore ضریب شکست هسته فیبر است و nclad ضریب شکست پوشش است. در حالی که هسته نور را در زاویه‌های بالاتر می‌پذیرد، این پرتوها بازتاب‌کردن به‌طور کلی از سطح پوشش هسته بازتاب نخواهند شد و بنابراین به انتهای دیگر فیبر منتقل نخواهند شد. استنباط این فرمول در زیر آورده شده‌است.
هنگامی که پرتوی نوری از متوسط ضریب شکست n تا هسته شاخص ncore در بیشینه زاویه پذیرش رخ می‌دهد، قانون اسنل در رابط هسته داریم
{\displaystyle n\sin \theta _{\max }=n_{\text{core}}\sin \theta _{r}.\ }
از هندسهٔ شکل بالا ما داریم:
{\displaystyle \sin \theta _{r}=\sin \left({90^{\circ }}-\theta _{c}\right)=\cos \theta _{c}}
که
{\displaystyle \theta _{c}=\arcsin {\frac {n_{\text{clad}}}{n_{\text{core}}}}}
زاویه بحرانی برای بازتاب داخلی کلی است.
در قانون اسنل جایگزین cos θc برای sin θr
{\displaystyle {\frac {n}{n_{\text{core}}}}\sin \theta _{\max }=\cos \theta _{c}.}
با مربع‌کردن هر دو طرف
{\displaystyle {\frac {n^{2}}{n_{\text{core}}^{2}}}\sin ^{2}\theta _{\max }=\cos ^{2}\theta _{c}=1-\sin ^{2}\theta _{c}=1-{\frac {n_{\text{clad}}^{2}}{n_{\text{core}}^{2}}}.}
حل‌کردن، فرمولی که در بالا گفته شد را پیدا می‌کنیم:
{\displaystyle n\sin \theta _{\max }={\sqrt {n_{\text{core}}^{2}-n_{\text{clad}}^{2}}},}
این فرم همان روزنه عددی (اِن‌ای) در سایر سامانه‌های نوری است، بنابراین تعریف اِن‌ای از هر نوع فیبری باید
{\displaystyle \mathrm {NA} ={\sqrt {n_{\text{core}}^{2}-n_{\text{clad}}^{2}}},}
که در آن ncore ضریب شکست در امتداد محور مرکزی فیبر است. توجه داشته باشید که وقتی از این تعریف استفاده می‌شود، ارتباط بین اِن‌ای و زاویه پذیرش فیبر فقط یک تقریب می‌شود.